# آنا وانزان
آنا وانزان (۲۰۲۰-۱۹۵۵ میلادی) ایران‌شناس و اسلام‌شناس و مترجمِ ایتالیایی بود. او ترجمه‌هایی از آثارِ صادق هدایت و ایرج پزشک‌زاد و سیمین دانشور و شهرنوش پارسی‌پور به زبان ایتالیایی دارد.